# Jackal
Jackal er et dansk Heavy metal-band. De blev dannet i og omkring Hvidovre i 1987 af Per Fisker, Benny Petersen & Brian Rich.
Bandet har lavet fire udgivelser fra 1990 til 2006.

## 1990 – "Rise".
- CD & Vinyl album. Udgivet af EMI i Danmark.
- Produced by: Jackal & Flemming Glatz Naumann
- Band Medlemmer:
- Brian Rich – vocals, Benny Petersen – guitar, Claus Weiergang – bass, Per Fisker – drums

Sange:
1. Into The Night
2. I'm Lying
3. Alone
4. Stealing Hearts
5. Is It Love
6. Escape
7. Hot Love
8. Walking In The Distance
9. Hold On
10. Why?
11. I Must Be Dreaming
12. Rise

## 1993 – "Vague Visions".
- CD-album. Udgivet af Rising Sun i Europa, Østen og USA.
- Produced by: Eric Greif & Jackal
- Band Medlemmer:
- Brian Rich – vocals, Benny Petersen – guitar, Søren Hee Johansen – bass, Per Fisker – drums

Sange:
1. Vague Visions
2. Only A Crime Away
3. Still Not Gone
4. Being Alone
5. No Sign Of Heaven
6. Virgin In Black
7. Breakin' Time
8. Our Love Is My Religion
9. There By The Trees
10. 2001

## 1994 – "A Safe Look In Mirrors".
- Udgivet af Rising Sun i Europa, Østen og USA.
- Produced by: Charlie Bauerfeind & Jackal
- Band Medlemmer:
- Brian Rich – vocals, Benny Petersen – guitar, Søren Hee Johansen – bass, Per Fisker – drums

Sange:
1. A Safe Look In Mirrors
2. Nothing To Lose
3. Just A Little Closer
4. What's It Gonna Be
5. Dream On
6. Taken Away
7. When The Light Is Comin' Down
8. The Lonely
9. Journey
10. Up The Aisle

## 2006 – "JACKAL IV".
- Download og CD. Udgivet af Pure Steel Tyskland.
- Produced by: Brian Rich
- Band Medlemmer:
- Brian Rich – vocals.

Sange:
1. Reinforcement
2. In To The Core
3. Innocence
4. Angels
5. Disiple Of The Night
6. No Lifeguard On Duty
7. When The Heart Is Strong
8. Endgame
9. No One
10. Hunter